# 미키역
미키역(일본어: 三木駅, みきえき)은 일본 효고현 미키시에 있는 고베 전철 아오 선의 역이다. 역 번호는 KB53이다.

## 역사
- 1938년 1월 28일: 미키 전기철도가 미키히가시구치(현, 미키우에노마루 역) ~ 당역까지 연장되고 미키후쿠아리바시역으로 영업 개시.
- 1947년 1월 9일: 고베 아리마 전기철도와 미키 전기철도가 회사 합병하고 신아리미키 전기철도의 역이 됨.
- 1951년 12월 28일: 당역 ~ 전철 오노 역(현, 오노 역)까지 연장되어 중간역이 됨.
- 1954년 1월 1일: 전철 미키 역으로 역명 변경.
- 1972년: 역사(현, 하행 승강장) 일부 개조.
- 1988년 4월 1일: 미키 역으로 역명 변경.
- 2001년 3월 28일: 구내 건널목을 폐지하고 상하행선 개찰구 분리.

## 역 구조
상대식 승강장 2면 2선의 교행 가능한 지평역이다. 승강장의 유효 길이는 4량이다.
역사(개찰구)는 상하행선 아오 방향에 있고, 무인역이다. 과거에는 역이 구내 건널목이 있었지만 아오 선의 4량 편성 대응 공사로 인한 폐지와 동시에, 상행 승강장 측의 역사가 신설되었다. 화장실은 상행선 측의 역사 외에 공중 변소가 설치되어 있다.

### 승강장
| 1 | ■ 아오 선(하행) | 오노・아오 방면                                                                           |
| 2 | ■ 아오 선(상행) | 에비스・시지미・오시베다니・고바타・니시스즈란다이・스즈란다이・미나토가와・신카이치 방면 |

- 2번 선은 두 방향의 입선 및 출발에 대응하고 있다.

## 역 주변
역전에는 로터리가 없다. 주변은 구시가지로, 낡은 풍경이 남아 있으며 상업도 대규모점 등이 다수 입지하고 있다.
- 오미야하치만구
- 리버사이드 파크
- 미키 호스 랜드 파크
- 중앙 공민관
- 미키 시립 시민 활동 센터
- 미키 경찰서 - 본서 외, 모토마치 파출소도 인근에 있다.
- 미키 세무서
- 효고 현립 미키 고등학교
- 미키 시립 미키 중학교
- 미키 시립 산주 초등학교
- 리틀 엔젤

## 사진

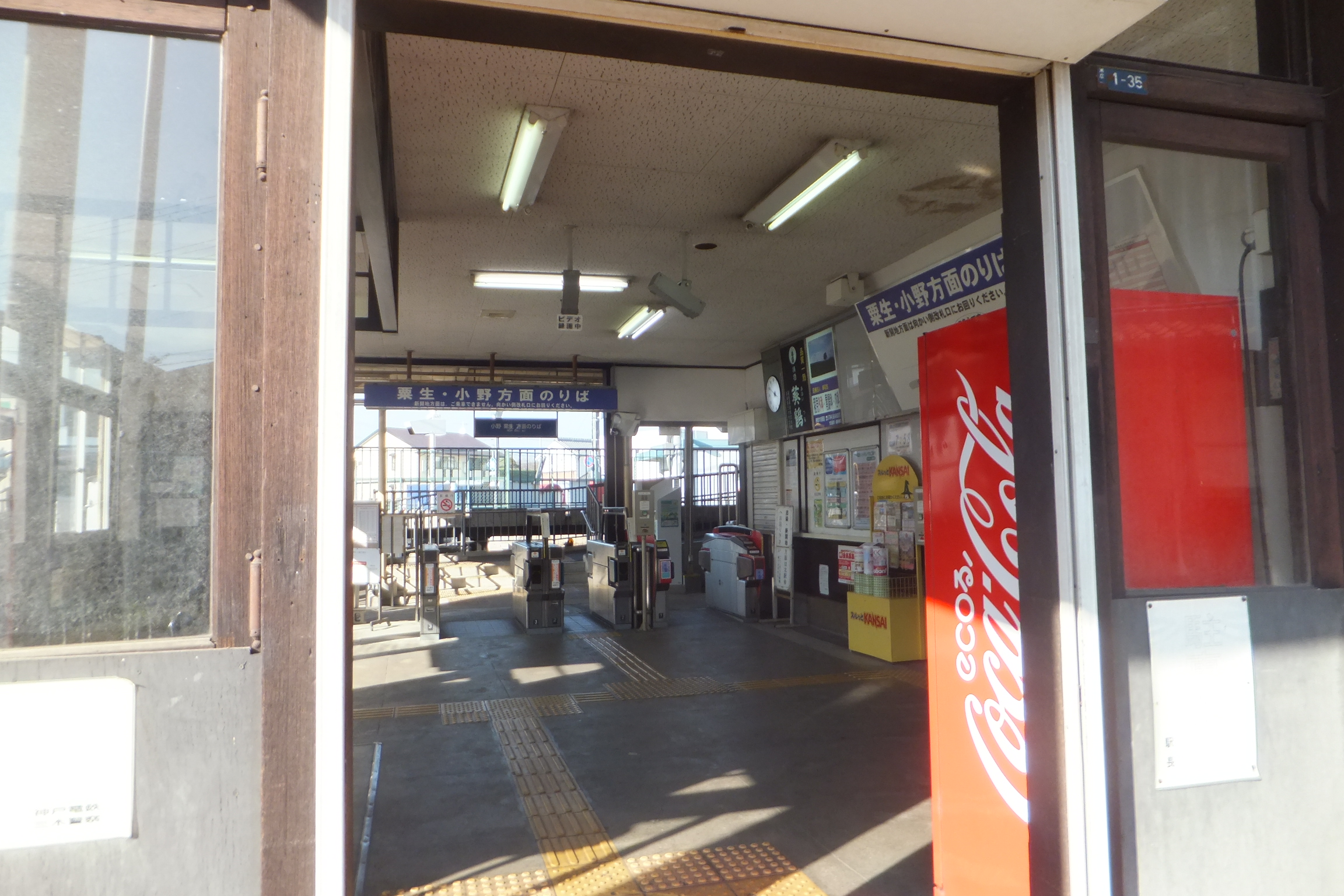
개찰구

## 인접역
| 고베 전철 아오 선                 | 고베 전철 아오 선           | 고베 전철 아오 선     |
| --------------------------------- | --------------------------- | --------------------- |
| KB52 미키우에노마루 신카이치 방면 | ■ 쾌속 ■ 급행 ■ 준급 ■ 보통 | 오무라 KB54 아오 방면 |